# Andrômeda XII
Andrômeda XII é uma galáxia anã esferoidal (dSph) que está localizada na constelação de Andrômeda. É uma galáxia satélite da Galáxia de Andrômeda (M31) e sua descoberta foi concluída em 2006. Esta galáxia está situada no Grupo Local a uma distância de cerca de 2,6 milhões de anos-luz do nosso sistema solar.